# Zarhipis truncaticeps
Zarhipis truncaticeps är en skalbaggsart som beskrevs av Henry Clinton Fall 1923. Zarhipis truncaticeps ingår i släktet Zarhipis och familjen Phengodidae. Inga underarter finns listade i Catalogue of Life.